# Union Township (comté de Monroe, Missouri)
Pour les articles homonymes, voir Union Township.
Union Township est un ancien township, situé dans le comté de Monroe, dans le Missouri, aux États-Unis,.
Le township est fondé en 1831 et baptisé en référence à l'union fédérale.